# غو أويوا
جو أويوا (باليابانية: 大岩 剛) (23 يونيو 1972 في شيميزو كو في اليابان – )؛ هو لاعب كرة قدم ياباني سابق كان يلعب كمدافع. سبق له أن لعب مع منتخب اليابان.

## وصلات خارجية
- غو أويوا على موقع رابطة كرة القدم اليابانية للمحترفين (اليابانية)
- غو أويوا على موقع قاعدة بيانات كرة القدم.إي يو (الإنجليزية)
- غو أويوا على موقع ناشيونال فوتبول تيمز (الإنجليزية)
- غو أويوا على موقع Soccerbase.com (لاعب) (الإنجليزية)
- غو أويوا على موقع Soccerway.com (الإنجليزية)
- غو أويوا على موقع عالم كرة القدم.نت (الإنجليزية)
- غو أويوا على موقع كووورة

- National Football Teams
- Japan National Football Team Database